# Christian Karl Barth
Christian Karl Barth (* 23. November 1775 in Bayreuth; † 8. Oktober 1853 in Erlangen) war ein deutscher königlicher Geheimer Rat und Finanzrat, sowie ein Historiker, der sich insbesondere mit der deutschen Frühgeschichte befasste.

## Leben
Nach Beendigung seiner Schulzeit am akademischen Gymnasium Christian-Ernestinum in seiner Heimatstadt begann Barth Rechtswissenschaften an der Universität Jena zu studieren; 1794 wechselte er mit demselben Fach an die Universität Erlangen. Nach erfolgreichem Abschluss seines Studiums bekam Barth eine Anstellung in der Verwaltung des Fürstentums Bayreuth; hauptsächlich bei verschiedenen Finanzbehörden. 1817 führte ihn seine Karriere als Regierungsdirektor des Rheinkreises nach Speyer. Dieses Amt bekleidete er nur ein Jahr, da er bereits 1818 im Rang eines Finanz- und Ministerialrats nach München berufen wurde. Auf Wunsch des bayerischen Königs Maximilian I. Joseph wurde die Staatsverwaltung neu strukturiert und Barth war dabei maßgeblich an der Einführung der neuen Finanzgesetzgebung beteiligt.
Seit einiger Zeit kränklich, legte Barth 1829 alle seine Ämter nieder und reichte bei König Ludwig I. seinen Abschied ein. Dieser entließ ihn mit der Ernennung zum Geheimrat. Barth zog sich ins Privatleben zurück und ließ sich in Erlangen nieder. Dort machte er sich bald einen Namen in der Gesellschaft; u. a. als erfolgreicher Vorstand des Geselligkeitsverein Harmonie und als Wohltäter. Er stand in den Jahren 1817 bis 1824 in Briefkontakt mit dem Schriftsteller Jean Paul.
Sein Hauptwerk ist: Deutschlands Urgeschichte (Hof 1818 und 1820, 2 Bände; neue umgearbeitete Auflage 1840 bis 1846, 5 Bände), ein Werk umfassender und gründlicher Forschung, in dem nicht nur sowohl die Geschichte des deutschen Volks als vielmehr auch die des deutschen Landes erzählt wird. Er argumentiert in dem Werk dafür, die Germanen als einen Teilstamm der Kelten zu betrachten, ähnlich wie später Adolf Holtzmann.
Weitere Werke Barths kritisieren das organisierte Priestertum, das, im Bund mit der Aristokratie die Religion als Herrschaftsinstrument einsetzt und untersucht die europäische Urreligion der Weltmutter (1828), ein Glaube an die Gottheit die „… in dem tiefsten Grund derselbe Gott ist, der über und in den Menschen waltet.“ (Christian Karl Barth)
Barth starb 1853 sieben Wochen vor seinem 78. Geburtstag in Erlangen und fand dort auch seine letzte Ruhestätte.

## Ehrungen
- 1838 Ehrenbürger der Stadt Erlangen
- 1843 Ehrendoktor der Universität Erlangen
- 1853 widmete ihm der Historiker Heinrich Haas das Werk Der Rangau, seine Grafen und ältere Rechts-, Orts- und Landesgeschichte, mit neuen Forschungen über die Abstammung der Burggrafen von Nürnberg … (digitale-sammlungen.de)

## Werke (Auswahl)
- Teutschlands Urgeschichte. 2 Bände 1818–1820.
  - 2. Auflage, J. J. Palm und Ernst Enke, Erlangen, Band 3, 1942 (digitale-sammlungen.de); Band 4, 1946 (archive.org).
- Hertha und über die Religion der Weltmutter der alten Teutschen. Augsburg 1828 (books.google.co.uk).
- Über die Druiden der Kelten  und die Priester der alten Teutschen als Einleitung in die altteutsche Religionslehre. J. J. Palm und Ernst Enke, Erlangen 1826 (archive.org).
- Die Kabiren in Teutschland. J. J. Palm und Ernst Enke, Erlangen 1832 (archive.org).
- Die altteutsche Religion. 2 Bände, Leipzig 1835.
- mit Friedrich von Roth, Ignaz von Rudhart: Bairische Wochenschrift. München 1823.